# Georg Schmiedel

Georg Schmiedel (1855–1929)

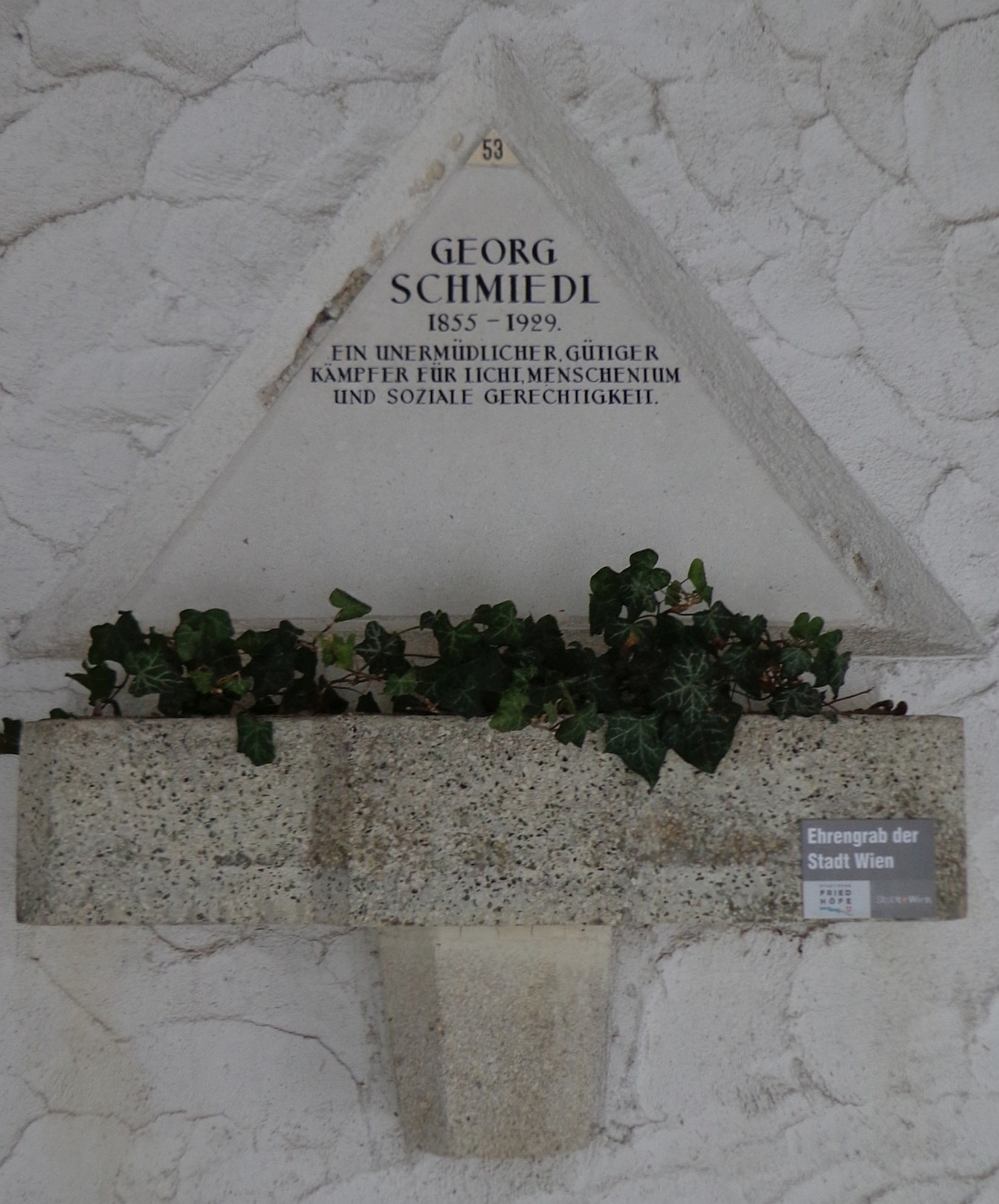
Grabstätte von Georg Schmiedel

Georg Schmiedel, auch Georg Schmiedl, (* 11. September 1855 in Proßnitz in Mähren; † 24. Februar 1929 in Wien) war sozialistischer Lehrer und der Initiator zur Gründung des Vereins Naturfreunde. 

## Leben und Wirken
Leopold Happisch, der erste Geschäftsführer des TVN (Touristenverein Die Naturfreunde), der NF (Naturfreunde Österreich) bzw. der NFI (Naturfreunde Internationale), schildert Georg Schmiedel in seinen Aufzeichnungen als geborenen und berufenen Erzieher. Auf seinen Sonntagswanderungen, die er meist in Gesellschaft seines langjährigen Freundes, des Kaufmannes Katz, unternahm, traf er viele ebensolche Einzelgänger, mit denen er über dies und das ins Gespräch kam. Da reifte der Gedanke, die Naturfreunde aus Passion zusammenzuführen zur Erholung, gegenseitiger Belehrung und zum fruchtbaren Meinungsaustausch. Sein Wandergenosse Katz war von diesem Plan begeistert. Im Frühjahr 1895 schritt Schmiedel dann ans Werk. Er ließ in der Wiener Arbeiter-Zeitung am Freitag, dem 22. März, dem folgenden Samstag sowie am Sonntag folgendes Inserat schalten:

„Naturfreunde werden zur Gründung einer touristischen Gruppe eingeladen, ihre Adresse unter, Natur 2080- einzusenden an die Expedition“

Schmiedel erhielt auf sein Inserat ca. 30 Briefe und Karten. Eine dieser Zuschriften stammte von Alois Rohrauer (Metallarbeiter), späterer Obmann der Österreichischen Naturfreunde und Präsident des Weltvereins. Josef Rohrauer, Student und später in leitender Funktion der Naturfreunde, sowie Karl Renner, Student, nachmalig Staatskanzler der 1. Republik und erster Bundespräsident Österreichs nach dem Zweiten Weltkrieg.
Georg Schmiedel war ein Mitglied im Bund der Freimaurer, er wurde im Laufe seines Lebens in die Wiener Loge Goethe initiiert.

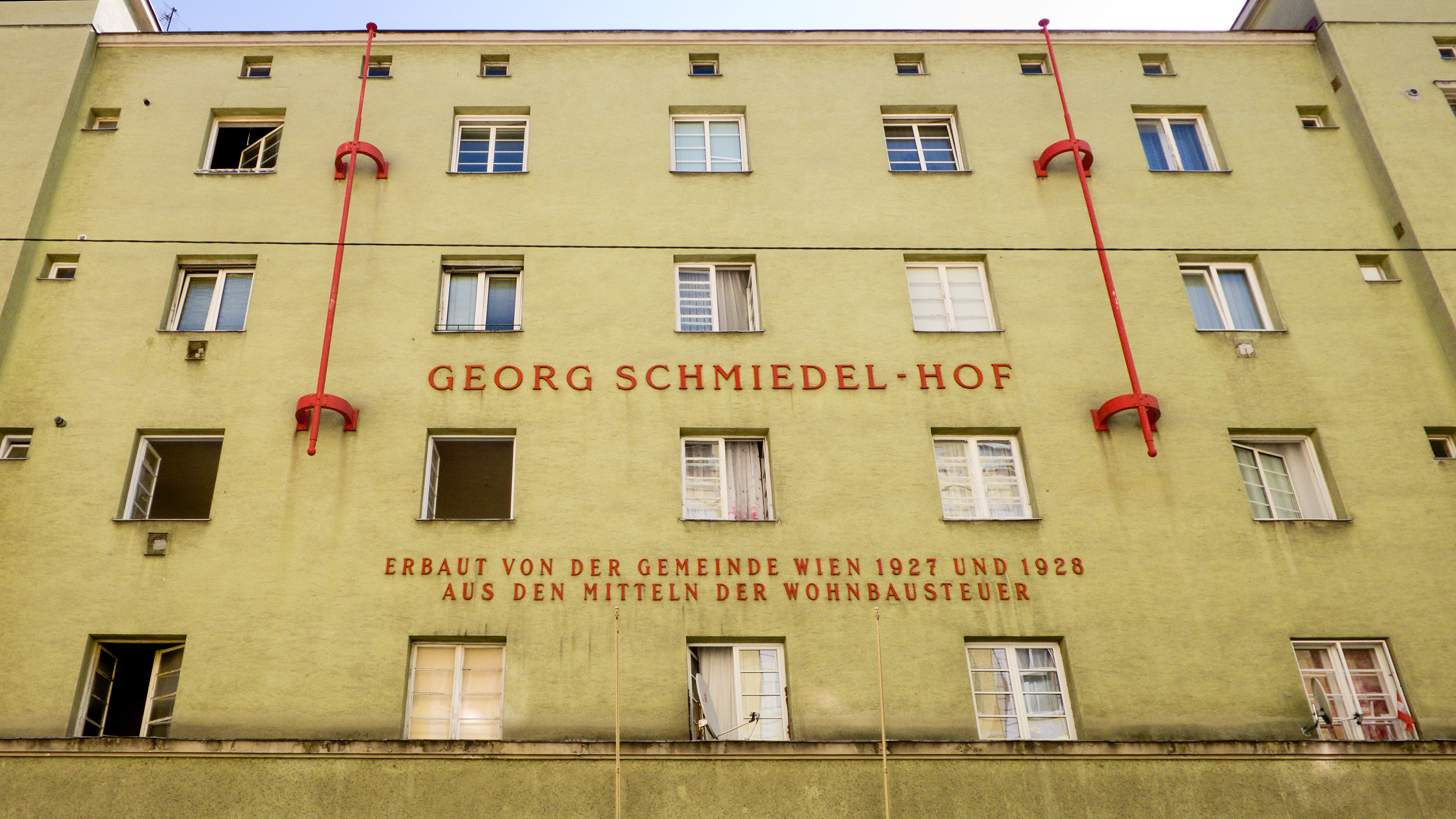
Georg Schmiedel-Hof 07 Eingang Kluckygasse

Schmiedel bekam ein ehrenhalber gewidmetes Grab (Abteilung ALI, Nummer 53) im Urnenhain der Feuerhalle Simmering. Darüber hinaus erinnert an den Pädagogen der 1927/28 erbaute Georg-Schmiedel-Hof in Wien-Brigittenau, Hannovergasse 13–15/Kluckygasse 16–18. 

## Schriften
- Die Werkstatt des Kindes. Führer ins Leben, Band 4. Concordia, Berlin 1913, DNB.
- Nach Werktagsfron zu Feierstunden. Flugschriften der Sozialpädagogischen Gesellschaft in Wien, Band 8. Verlag der „Sozialpädagogischen Gesellschaft“, Wien 1923, OBV.